# Kesäkotajärvi
Kesäkotajärvi och Itäinen Kesäkotajärvi eller Kesäkotajärvet är sjöar i Finland. De ligger i kommunen Enare i landskapet Lappland, i den norra delen av landet, 1 000 km norr om huvudstaden Helsingfors. Kesäkotajärvet ligger 203,5 meter över havet. Omgivningarna runt Kesäkotajärvi är i huvudsak ett öppet busklandskap. Arean är 45,9 hektar och strandlinjen är 3,41 kilometer lång. Sjön  ingår i Pasvik älvs huvudavrinningsområde. 